# Misiones jesuitas en Nueva Francia

Emblema jesuita.

Las Misiones jesuitas en Nueva Francia en Nueva Francia consistieron una serie de puestos misioneros establecidos por los jesuitas desde 1634 hasta 1760 para evangelizar a los amerindios de la región y promover la religión católica allí.

## Los amerindios de Canadá en elsigloXVII
Nueva Francia estaba dominada por dos familias de lenguas amerindias: la familia algonquina y la familia iroquesa. Los misioneros jesuitas intentaron imponerse en la vida de grupos de amerindios pertenecientes a estas dos familias, especialmente entre 1632 y 1658, cuando los jesuitas tenían el monopolio misionero en Nueva Francia. El contacto prolongado con varios grupos de nativos permitió a los jesuitas convertirse en seguidores de las tradiciones y la cultura de los amerindios.
Para los jesuitas, la conversión no se limitaba al bautismo, sino que era parte de un proyecto de desarrollo que buscaba transformar todos los aspectos de la vida de los nativos americanos. Este programa de cambio fundamental, que los jesuitas llamaron metanoia, consistió en la transformación de la forma de vida pagana y bárbara en un neófito que demostraba no solo su comprensión del catolicismo, sino también la capacidad y el deseo de aplicar las instrucciones de los jesuitas en sus vidas. Por lo tanto, los jesuitas estaban convencidos de que solo una transformación completa de las vidas de los amerindios podría ofrecer a estos últimos la esperanza de salvación, e interpretaron el proceso de civilización de los amerindios como la fase anterior a la adopción del cristianismo.

## La Compañía de Jesús

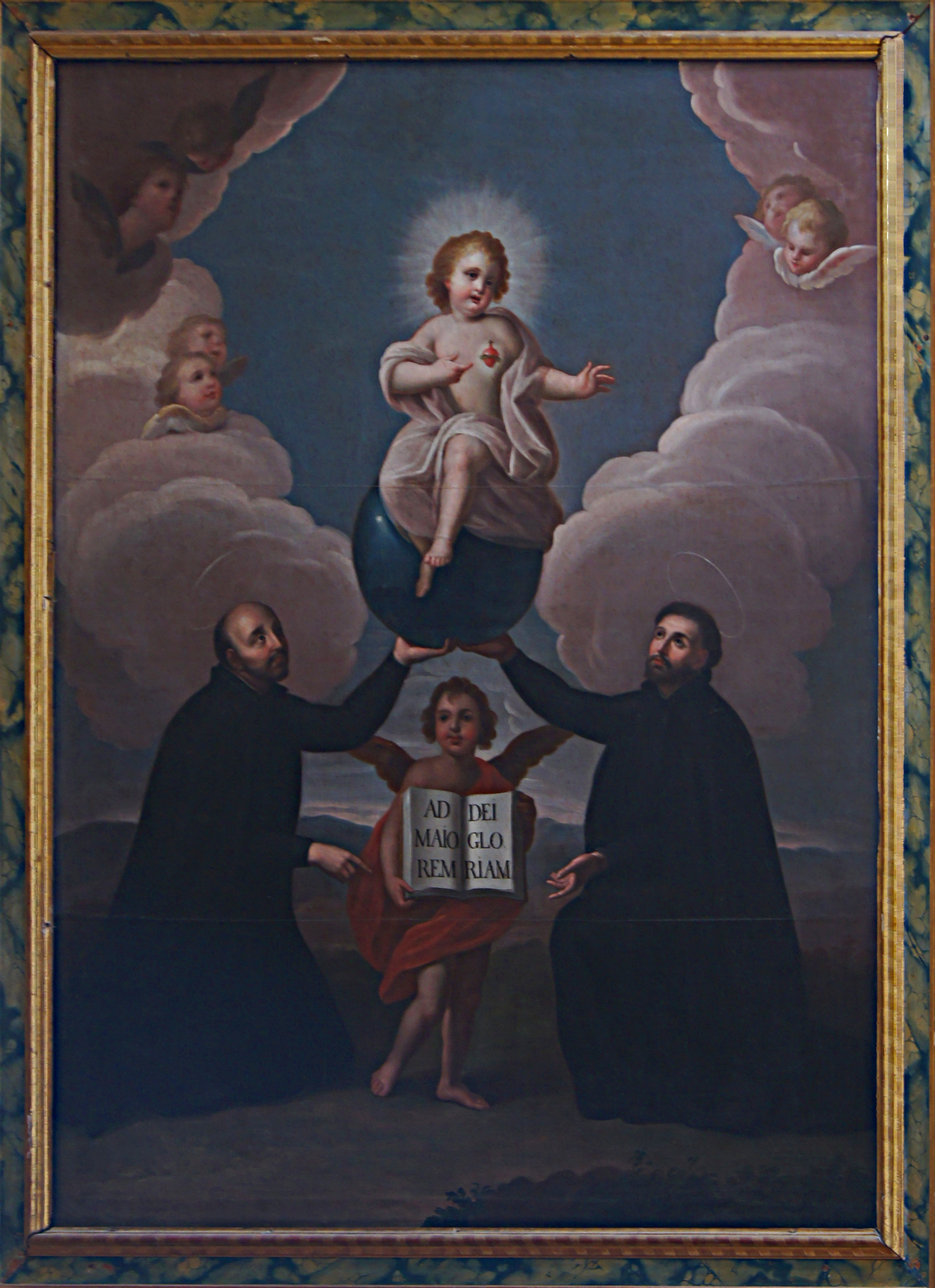
Jesuitas Ignacio y Javier.

Fundado por el vasco Ignacio de Loyola con un grupo de amigos en el Señor, la orden de los jesuitas nació el 27 de septiembre de 1540, cuando fue aprobada por el Papa Pablo III. Los jesuitas a menudo se caracterizaban como los soldados de Cristo, especialmente por su defensa y su proselitismo que conquistaba los decretos del Concilio de Trento. Aunque los jesuitas estaban definitivamente del lado de la Contrarreforma, no estaban ciegos al anacronismo en que se había convertido la religión católica en la sociedad francesa, ni a la distorsión y negligencia que el catolicismo había sufrido debido a la ignorancia de la población francesa en general. Por lo tanto, los jesuitas creían que la religión católica necesitaba una renovación y que era su responsabilidad educar y reformar a los ignorantes con el fin de inculcar en la vida de su pueblo valores y costumbres verdaderamente católicos.
El propósito principal de los jesuitas, dentro y fuera de Francia, era contribuir a la reforma de la Iglesia católica y así contrarrestar la expansión de la Reforma Protestante. La oportunidad de transmitir esta misión al extranjero solo apareció hacia el final del reinado de Enrique IV, cuando intentó centralizar el poder real dentro de Francia y en la colonia norteamericana. Las misiones en el extranjero se abrieron en dos direcciones, hacia América y el Levante mediterráneo. En Nueva Francia, los misioneros jesuitas se convirtieron en mártires que difundieron, con su palabra y ejemplo, un catolicismo reformado. Al emprender sus actividades misioneras, se aseguraron no solo de salvar las almas de los ignorantes, sino también de su propia salvación.

## LasRelaciones jesuitas
Los jesuitas mantuvieron lazos con la madre patria mediante la redacción de las Relaciones de los jesuitas. Estos documentos consistieron en informes anuales de sus experiencias en América del Norte. Las relaciones se dividen en dos tipos principales: historias personales en torno a una crónica de eventos y compilaciones en forma de un catálogo enciclopédico que trata sobre las costumbres y creencias de las nuevas culturas mediante un estudio etnográfico. Estos textos fueron leídos por un público fiel de sacerdotes, hermanas y laicos que vivían en Francia.

## Estrategias misioneras
Una vez establecidos en Canadá, los jesuitas inicialmente se enfocaron en grupos amerindios que vivían de manera similar a los campesinos franceses (quienes también fueron sujetos de misiones jesuitas en Francia en el mismo periodo). De hecho, los jesuitas se dedicaron principalmente a la gente de la familia iroquesa, porque eran sedentarios y vivían en gran parte de la agricultura.
Los jesuitas dirigieron sus misiones a los hurones entre 1634 y 1650 y a los iroqueses desde 1654, después de que estos último habían diezmado a los hurones en la guerra. Presumiblemente, este interés por los pueblos sedentarios implicaría la exclusión de grupos pertenecientes a la familia algonquina, que eran nómadas y que vivían principalmente de la caza. Sin embargo, los jesuitas también llevaron a cabo misiones a grupos algonquinos, incluidos los innus, algonquinos y micmacs. Los jesuitas se persuadieron de que el peligro, el primitivismo y la brutalidad que caracterizaban la vida de estos grupos nómadas incitarían a estos pueblos a civilizarse y, en consecuencia, [doble sentido] a cristianizarse.
Los jesuitas pusieron mucho énfasis en enseñar técnicas para convertir a los nativos americanos. En los primeros años de su monopolio, los jesuitas establecieron seminarios, que de hecho eran escuelas para educar a los niños amerindios. El objetivo de los seminarios era cortar los lazos culturales y comunitarios de los niños separándolos de sus familias y transformándolos en cristianos fervientes. De hecho, los jesuitas creían que los niños eran más sugestionables que sus padres, y esperaban que los niños, una vez que regresaran a su comunidad de origen, difundieran la fe cristiana entre sus padres y ancianos. A pesar de las grandes expectativas generadas por los seminarios, los jesuitas se resignaron a abandonarlos porque resultaron ineficaces y mal concebidos para los amerindios.
Tras el fracaso de los seminarios, los jesuitas emprendieron un segundo proyecto de conversión que resultó ser más coercitivo que el primero: las reducciones. Inspirados por las reducciones de Paraguay, las reducciones eran enclaves que aislaban a los neófitos de los estadounidenses nativos no convertidos. A diferencia de los seminarios, las reducciones estaban dirigidas a amerindios adultos. Entre 1638 y 1676, los jesuitas crearon cinco reducciones para cinco grupos de nativos americanos en Canadá. Los de Sillery, cerca de Quebec, y La Conception cerca de Trois-Rivieres, incluyeron innus y algonquinos. La reducción de Notre-Dame-de-la-Lorette Foye y después L'Ancienne-Lorette estaba poblada por los hurones, y en la de La Prairie de la Magdaleine y luego la de Sault Saint Louis, por los iroqueses. Finalmente, los abenaki (pertenecientes a la familia algonquina) se instalaron en la reducción de Sillery y más tarde en Sault de la Chaudière. Al establecer las reducciones, los jesuitas no tenían la intención de reproducir las costumbres y la moral europeas en las comunidades neófitas. Más bien, los jesuitas pensaban que los europeos, en América como en Europa, se habían desviado del estilo de vida cristiano. Por esta razón, la reducción se concibió como un proyecto para construir nuevas y mejores comunidades católicas en Nueva Francia.

## Misiones

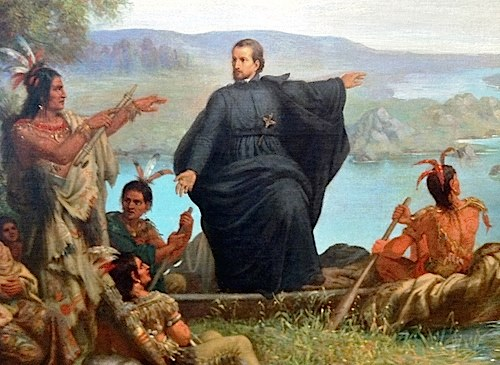
El padre Marquette predicando.

- En 1639 los misioneros jesuitas se establecieron Sainte-Marie-au-pays-des-Hurons.[21]
- Establecida en 1667, la primera misión iroquesa de los jesuitas en Nueva Francia se llamó Kentaké. Fe trasladado en 1676 y renombrada como Kahnawake.
- La misión de Santa María se estableció en el territorio de la ciudad de Sault Ste. Marieen Míchigan por el padre misionero Jacques Marquette en 1668.
- La misión de San Ignacio fue instalada en la isla Mackinac por el padre Claude Dablon en 1670.
- En 1671, los jesuitas construyeron la misión de San Francisco Javier en La Baye. Fort La Baye fue construido en 1717.
- La misión que San José creó en 1680 por el padre Claude-Jean Allouez.
- La misión del Ángel Guardián creada en 1696 en Chicago por el padre Pierre François Pinet.
- La misión de la Inmaculada Concepción en 1703 fue el núcleo alrededor del cual creció la aldea de Kaskaskia ubicada en el país de los illinois. El Centro Jesuita de Kaskaskia estuvo muy activo e hizo de la Alta Luisiana uno de los centros más evangelizadores. Permitió la conversión de numerosos illinois.[22]

Las misiones fueron uno de los tres principales medios utilizados por la corona de Francia para extender sus fronteras y consolidar sus tierras.

### Preludio al monopolio jesuita

#### La misión de Acadia
Los jesuitas entraron por primera vez en Nueva Francia en 1611, cuando los padres Pierre Biard y Énémond Massé fueron a PortRoyal, en Acadia. Estos dos misioneros se comprometieron a cristianizar al pueblo algonquino de la región, los micmacs. De hecho, los jesuitas no fueron los primeros misioneros en Acadia: a su llegada, muchos micmacs ya habían sido bautizados. En cambio, Biard y Massé se lamentaban de que los micmacs había sido bautizados simplemente como símbolo de la alianza económica con los colonos franceses, no porque se convirtieran verdaderamente en creyentes y habían cambiado sus costumbres y moralidad. Con el fin de educar a los micmacs en el cristianismo y convertirlos en auténticos neófitos, los jesuitas entendieron que tenían que aprender el idioma de estos nativos americanos. Por lo tanto, reconocieron que solo el catecismo podía transformar la vida de los micmacs para que estuvieran listos para ser bautizados. Desafortunadamente para los jesuitas, su misión en Acadia fue interrumpida rápidamente después de que una flotilla inglesa comandada por Samuel Argall destruyera la colonia acadiana.

#### Colaboración con los recoletos
En 1615, los recoletos detentaban el monopolio del trabajo misionero en el territorio de Nueva Francia. El padre Joseph Le Caron fue el primer misionero en ingresar en territorio hurón. Su congregación estaba luchando por mantener su monopolio, por falta de misioneros y recursos económicos. Los recoletos tenían un estatus de orden mendicante y, por lo tanto, no podían aventurarse en asuntos comerciales para apoyar la autosuficiencia de su misión en la colonia. Invitaron a los jesuitas a unirse a su trabajo de evangelización.
Con la esperanza de obtener mejores resultados que la misión fracasada en Acadia, los jesuitas regresaron a la colonia para unirse a los recoletos. Este segundo intento de misión jesuita estuvo bajo la dirección del padre Pierre Coton. A su lado llegaron a Nueva Francia, en 1625, los padres Énemond Massé y Jean de Brébeuf.
En 1629, la colaboración armoniosa entre los recoletos y los jesuitas terminó cuando todos los misioneros fueron llamados a Francia como resultado de la rendición de Quebec después del ataque inglés dirigido por los hermanos Kirke el mismo año.
En 1632, después de la reapropiación de Nueva Francia por parte de Francia, el monopolio religioso de la colonia fue quitado a los recoletos y otorgado a los frailes capuchinos menores por el cardenal Richelieu. Los capuchinos abandonaron el puesto y cedieron el paso a los jesuitas, que mantuvieron su monopolio hasta 1657.
Bajo la dirección del padre Paul Le Jeune, esta tercera misión jesuita marcó un punto de inflexión en la historia de las misiones en Nueva Francia. De hecho, desde 1632, los jesuitas decidieron cambiar la política de conversión, y de ese modo transformaron las relaciones entre los amerindios y los misioneros franceses.

### Misión algonquina

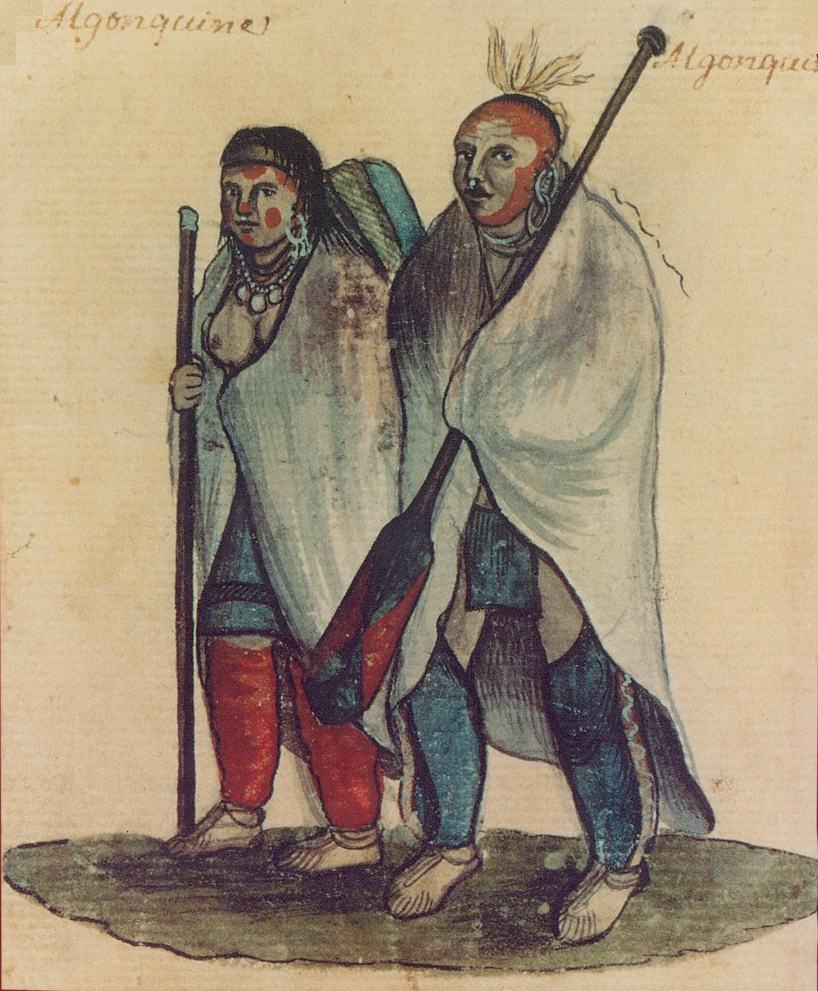
Algonquinos.

Las misiones de los jesuitas dirigidas al pueblo algonquino, en particular a los innus y los algonquinos, fueron designadas expresamente para subvertir el modo de vida de estos grupos nómadas al sedentarizarlos.

#### Las reducciones en Sillery y Conception
Fue creando reducciones que los jesuitas esperaban convertir a estos indios nómadas y hambrientos en agricultores disciplinados y sedentarios. Los jesuitas establecieron una primera reducción en Sillery, cerca de Quebec, en 1638, y un segundo en la Conception, cerca de Trois-Rivières, en 1641. Atraer a estos amerindios en las reducciones y, una vez que estuvieron allí obligarlos a permanecer en su lugar y cultivar la tierra, los jesuitas ofrecieron a los amerindios alimentos y asistencia militar.
Las reducciones permitieron el establecimiento de una estructura de supervisión por la cual los misioneros jesuitas podían regimentar la práctica religiosa y el comportamiento de los neófitos para asegurarse de que no cayeran nuevamente en las creencias y prácticas que los jesuitas consideraban supersticiosas y contrarias al cristianismo. En primer lugar, los jesuitas se arrogaron el poder legal de administradores de las reducciones, aunque reconocieron a los amerindios como los dueños del señorío. Si era necesario, los jesuitas recurrían a tácticas coercitivas para establecer la disciplina entre los amerindios y obligarlos a participar en los ritos cristianos. Si lo consideraban necesario, los jesuitas infligían castigo físico a los delincuentes..
A pesar de sus esfuerzos por asentar y convertir al pueblo algonquino, los jesuitas encontraron que el nomadismo, impregnado en la vida y la cultura de los innus y algonquinos, representaba un obstáculo demasiado difícil de superar directamente. En lugar de persistir en su mandato apostólico de transmitir los rudimentarios modales y ritos del cristianismo, los jesuitas se resignaron a hacer concesiones. Decidieron que, dado que el nomadismo era inevitable, tendrían más éxito si acompañaban y enseñaban a los algonquinos durante sus cacerías en lugar de obligarlos a establecerse. Si era necesario, los jesuitas recurrían a tácticas coercitivas para establecer la disciplina entre los amerindios y obligarlos a participar en los ritos cristianos. Si lo consideraban necesario, los jesuitas infligían castigo físico a los delincuentes. Debido al fracaso de las reducciones en Sillery y Conception y la apertura de otras misiones en las comunidades de hurones e iroqueses, los jesuitas atribuyeron cada vez menos importancia a las reducciones algonquinas en 1652.

### Misión hurona

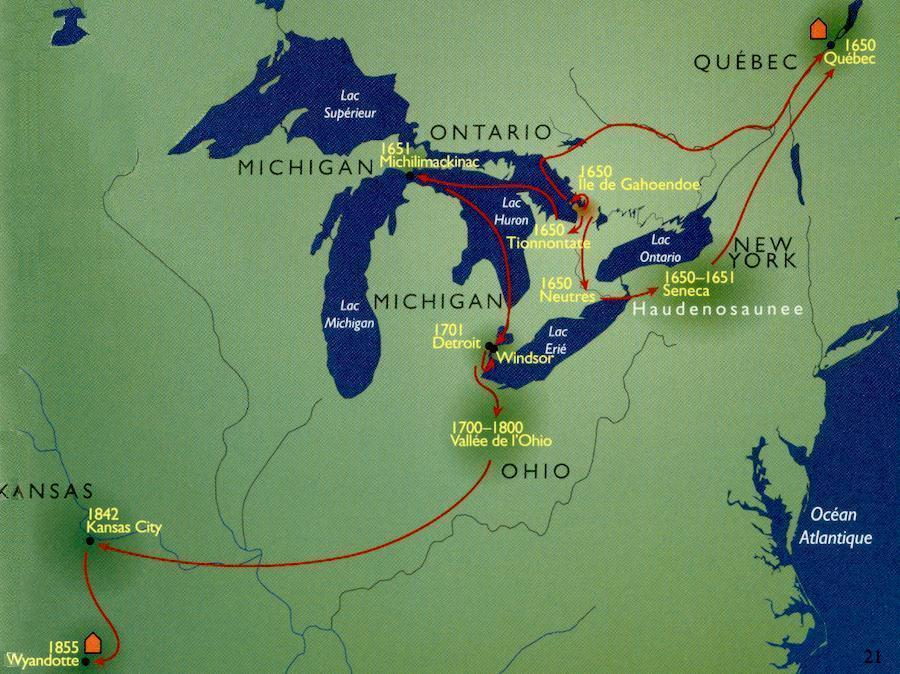
Huronia.

En julio de 1626, a su regreso de una misión junto a los inuus, el Padre Jean de Brébeuf fue enviado inmediatamente por el Padre Charles Lalemant a los hurones para ayudar a los recoletos. Después de treinta días de viaje y 1500 kilómetros recorridos, se unió al recoleto Père Laroche Daillon. Durante este período, la estrategia de Brébeuf no se centró en la conversión sino en establecer las condiciones previas para este trabajo. A principios del año 1628, Brébeuf se encontró siendo el único sacerdote con los hurones. Cuando se fue en 1629, ya tenía un buen conocimiento del idioma hurón y estaba bien imbuido de sus costumbres y moralidad.
A su regreso a Nueva Francia en 1633, Jean de Brébeuf regresó a Trois-Rivières. Allí, Le Jeune le indicó que cubriera exclusivamente la región hurona. Mientras esperaba esta partida, se dedicó a enseñar el idioma hurón a los misioneros, ya que estaba convencido de que este conocimiento era esencial para el éxito del proceso de evangelización de Huronia.
Jean de Brebeuf fue al país hurón en julio de 1634 y se convirtió en el primer superior jesuita con el mandato de cristianizar y civilizar. Dos jesuitas y otros siete franceses lo acompañaron al principio, y otros se unieron a él con el tiempo. Estas primeras llegadas, bajo las órdenes de Brébeuf, participaron en la compilación de un diccionario hurón, la constitución de una gramática del idioma y un mejor conocimiento de este pueblo sedentario.
El objetivo de Brébeuf era preparar bien el terreno para garantizar que los neófitos hurones se convirtieran verdaderamente, que permanecieran así y que pudieran colaborar en los esfuerzos posteriores de conversión de otros miembros de sus tribus. De acuerdo con la rigurosa estrategia misionera de los jesuitas, el personal de Brébeuf fue a las cabañas de las familias huronas para explicar el catecismo básico. Estaban dirigidos principalmente a niños pequeños y ancianos.

#### Seminarios
Paralelamente al método de introducirse en la casa de los hurones, Brébeuf también desarrolló, junto con el padre Le Jeune, un sistema de seminarios para hurones en Quebec. Este enfoque, a su vez, se trasladó a varios niños hurones de los misioneros franceses, sacándoloss fuera de su entorno natural y colocándolos en un entorno en el que se impregnaron de una educación y un estilo de vida francés católico.
Cuando se inauguró en 1636, el Seminario Juvenil Indígena Americano en la ciudad de Quebec fue diseñado exclusivamente para miembros de las naciones huronas. Solo estará abierto a otros grupos de nativos americanos después de 1638. Este enfoque defendido por Le Jeune estaba lleno de esperanza de éxito. Según él, separados por al menos trescientas leguas de sus seres queridos, a disposición de los jóvenes para una conversión exitosa aumentó. Los reclutados, pocos en número, eran en su mayoría niños.
Aunque Brébeuf eligió cuidadosamente a los hurones que él creía que eran los más aptos para responder a este método de asimilación, los resultados de esta estrategia no fueron muy fructíferos. Incluso después de pasar un tiempo en Francia, los hurones volvieron rápidamente a sus viejos hábitos cuando volvieron a casa. Dado que su autoridad en su comunidad era limitada, el conocimiento católico de los niños no tuvo el impacto que los jesuitas esperaban en el resto de los hurones.

#### Los hurones

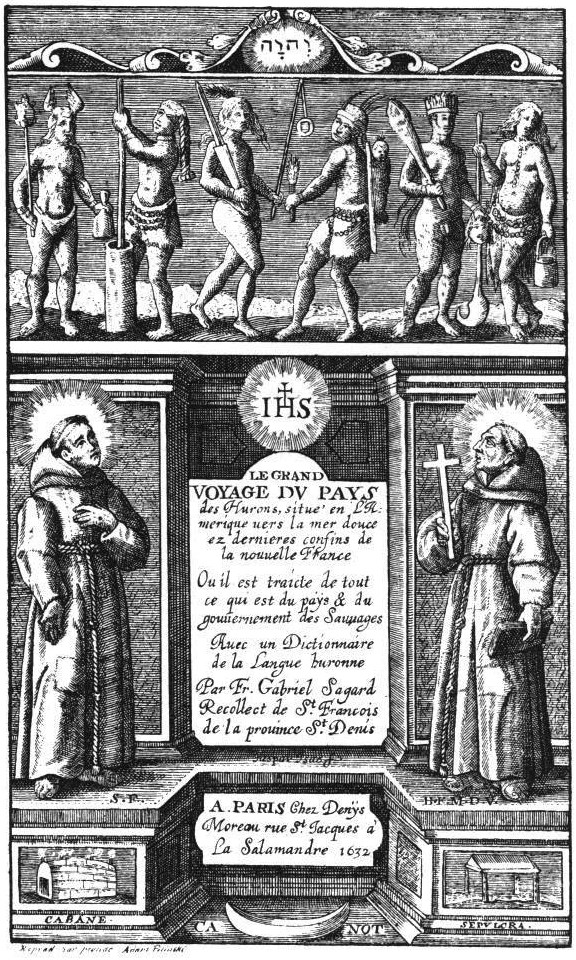
Le Grand Voyage du Pays des Hurons (1632), de Gabriel Sagard.

Ya en 1609, los misioneros franceses se dieron cuenta de la existencia de grupos de pueblos sedentarios establecidos en el interior del continente. En 1615, el primer recoleto fue a este grupo de aldeas a bordo de una canoa hurona desde Montreal. Esta nación era una confederación de cuatro tribus: los hurones wyandot, attignawantans, attigneenongnahacs y tahontaenrats. El núcleo de esta sociedad matriarcal era la cabaña. Personas sedentarias, cultivando el suelo, los hurones tenían grandes cabañas de hasta sesenta metros de largo por ocho metros de ancho.
Para los hurones, una actitud tolerante hacia el cristianismo no era sinónimo de abandonar sus costumbres ancestrales. La tolerancia que cultivaron estaba motivada en parte por el valor que le daban a su alianza con los franceses. A cambio de su maleabilidad religiosa, disfrutaron de condiciones comerciales preferenciales en el comercio de pieles y protección francesa contra posibles ataques iroqueses.
El poder colonial abiertamente mostró su proximidad a los misioneros. Los colonos franceses afirmaron ostensiblemente que los beneficios comerciales y militares de los que disfrutaban los nativos americanos dependían de una actitud positiva hacia la presencia y el mensaje de los jesuitas. Ya en 1634, el pacto franco-hurón declaraba que habría comercio entre los franceses y los hurones solo si los misioneros eran admitidos en Huronia.
Sin embargo, el contacto con el mundo francés resultó costoso para los hurones. Miles murieron de viruela y disentería. Las epidemias que devastaron las naciones huronas salvó la vida de los jesuitas, que eran inmunes a estas enfermedades. Este hallazgo tuvo un impacto negativo en las previamente armoniosas relaciones entre hurones y jesuitas. Jean de Brébeuf tomó, a raíz de los estragos de los virus, la forma de un peligroso mago a ojos de los hurones. La introducción de virus en realidad estaba vinculada al contacto con nuevos laicos franceses, por ejemplo cuando se viaja fuera de Huronia o durante las transacciones con nuevos socios franceses. La fuente de estas epidemias no se remonta a los jesuitas que habían frecuentado a los hurones durante muchos años.
Esto no evitó que Brébeuf, el más «hurón» de todos los franceses, fuera amenazado de muerte y odiado por algunos hurones como resultado de la pérdida de los suyos debido a enfermedades francesas. En el momento culminante de la tensión, Brébeuf redactó su testamento, tan fuerte era la convicción entre los jesuitas de que los hurones enojados lo sacrificarían.
Estas condiciones no los desanimaron demasiado debido a la ideología mártir que motivaba a los jesuitas. Se consideraban soldados en una guerra santa y tenían la determinación de llegar al final de su misión: reclamar la soberanía de Cristo sobre todo el mundo, conquistar a todos sus enemigos y así entrar en la gloria del Padre.
Alrededor de 1638, se sintió una tregua y Brébeuf continuó diligentemente su misión de integración dentro de las comunidades huronas mientras imponía la adopción de valores cristianos. Denunció las prácticas de los chamanes hurones, prácticas que considera brujería. Ese mismo año, Brébeuf, odiado por los hurones, fue reemplazado por el padre Lalemant como superior de la misión en Huronia.
Bajo la dirección de Lalemant, los misioneros cambiaron su estrategia. El territorio hurón fue percibido por este padre como una diócesis. Bajo sus órdenes se construyó el pueblo de Sainte-Marie-au-pays-des-Hurons. Este lugar fortificado protegió a todos los franceses, laicos y religiosos, y retiró a los jesuitas de su campamento en los pueblos hurones. La construcción de este centro francés le quitó a los franceses la calidad de protectores que tenían mientras vivían entre las familias hurones. Como resultado, los hurones se volvieron más vulnerables a los ataques iroqueses.
En 1641, la guerra entre hurones e iroqueses tomó cada vez más envergadura y las actividades comerciales relacionadas con las pieles se pusieron en peligro. Brébeuf propuso una declaración de guerra oficial de Francia a los iroqueses y sus aliados holandeses. Algunos soldados fueron enviados a Huronia para protegerlo de una posible invasión.
En 1644, a medida que la situación de guerra empeoraba y los hurones perdían frente a los iroqueses, la tasa de conversión de los hurones al cristianismo aumentó. Como resultado de algunas intervenciones jesuitas, los conversos se convirtieron en jefes. El vacío dejado por la muerte en batalla de varios jefes facilitó esta situación inesperada para los misioneros.
Esta consolidación de lazos franco-hurones no impidió que los iroqueses invadieran el territorio de Huronia en 1649. Continuando con el saqueo y la masacre de los hurones, la gran cohorte iroquesa atacó el pueblo de Saint-Louis el 16 de marzo de 1649. Allí encontraron a Brébeuf que había sido torturado y asesinado el mismo día. El 14 de junio de 1649, el padre Ragueneau ordenó la destrucción de Fort Sainte-Marie-des-Hurons y se refugió en la isla de Ahoendoe con los hurones supervivientes. Permanecieron allí durante un año en condiciones miserables de hambre y sometimiento.
El 10 de junio de 1650, llevando consigo los restos del padre Jean de Brébeuf, los jesuitas y los hurones católicos se refugiaron en la ciudad de Quebec.

### Misión iroquesa

#### Los iroqueses de Nueva Francia

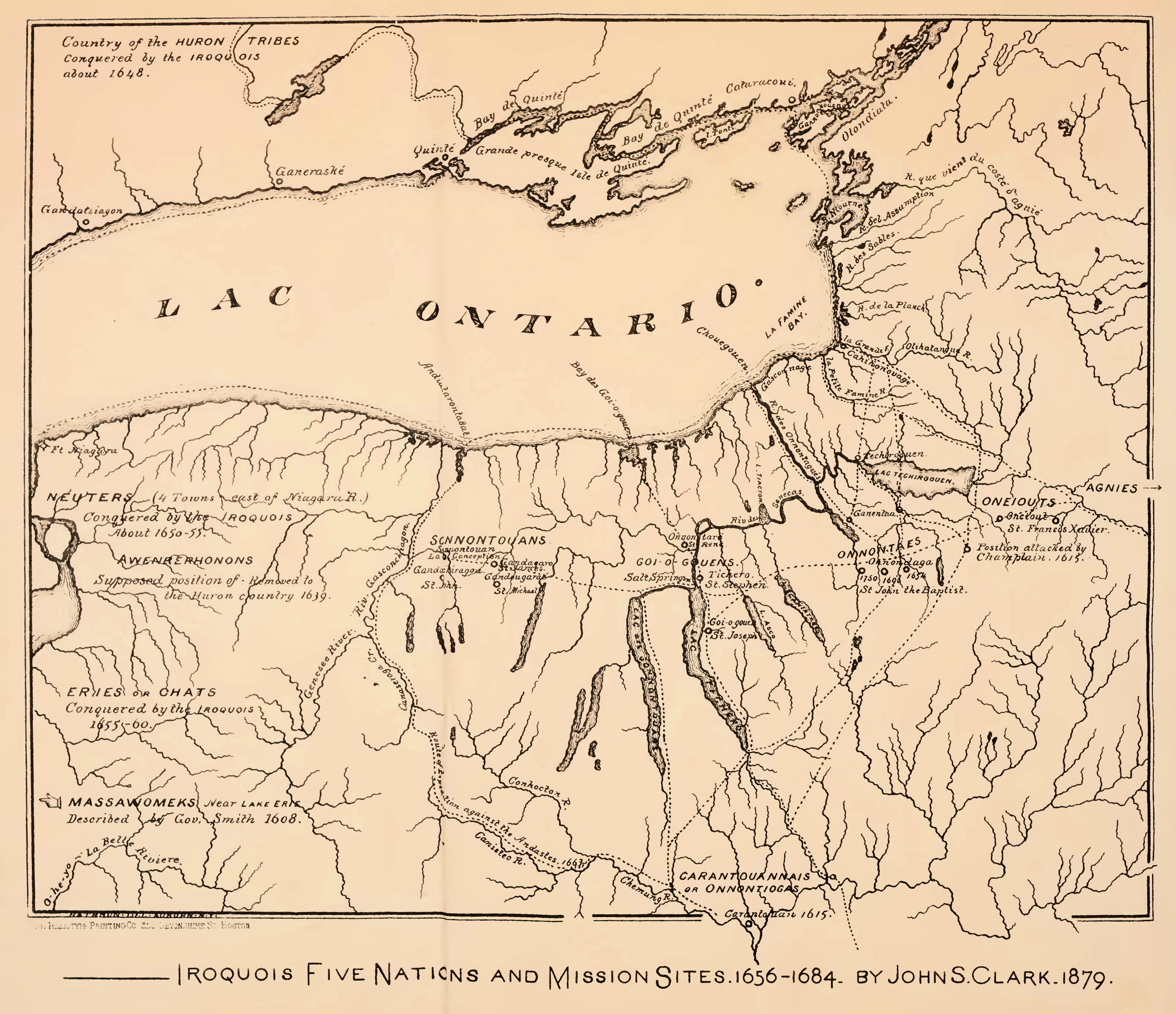
Mapa de las Cinco Naciones iroquesas y de las misiones entre 1656 y 1684.

La familia iroquesa (o hurono-iroquesa) incluye varias confederaciones: tionontatis, neutrales, eries, conestoga, hurones, iroqueses y cheroquis. Cada confederación se divide en varias naciones, incluso para los iroqueses: seneca (o tshoti-nondawaga), cayuga, onondaga (u onontagueses), oneida y mohawk. Los únicos convenios en los que entraron estas cinco naciones fueron entre ellos; la confederación iroquesa estaba rodeada de enemigos. Los iroqueses ocuparon un territorio en el estado de Nueva York actual.
Mientras que los hombres se dedicaban principalmente a la caza y la pesca, las mujeres complementaban la agricultura. Los pueblos consistían en casas largas, cada una de las cuales albergaba una familia matrilineal.

#### Preludios difíciles
A partir de 1650, las misiones de los jesuitas a los amerindios sufrieron una pérdida de intensidad tras el desmantelamiento de la confederación huroa por los iroqueses. Los esfuerzos para desarrollar nuevas misiones entre los iroqueses no tuvieron éxito. Los jesuitas, por su parte, creían que una misión en el territorio iroqués podría ayudar a traer paz entre iroqueses, hurones e incluso algonquinos Aunque los proyectos se desarrollaron ya en 1654, la misión tuvo que ser pospuesta por dos años, particularmente debido al hundimiento de un barco que se suponía iba a financiar la misión.
Durante esta época, los jesuitas multiplicaron los viajes de reconocimiento en territorio nativo. El padre Pierre Le Moyne fue a encontrarse con los onondaga entre julio y septiembre de 1654. [¿] Renovó [?] La paz con los [¿] franceses [?] y bautizó al jefe de la nación. Al año siguiente, el padre Pierre, Joseph Marie Chaumonot y el padre Claude Dablon fueron a escuchar la opinión iroquesa sobre un establecimiento francés en su territorio. Recibieron una respuesta en su mayoría positiva, aunque los iroqueses impusieron una condición para que los hurones los incorporaran a la Confederación iroquesa. Los mohawks, sin embargo, se opusieron al proyecto. Dablon regresó a Montreal en marzo de 1656 para convocar al gobernador y al jesuita superior de Quebec para aprobar la misión.

#### Desde el final de Gannentaha hasta la Gran Paz de Montreal (1661-1701)

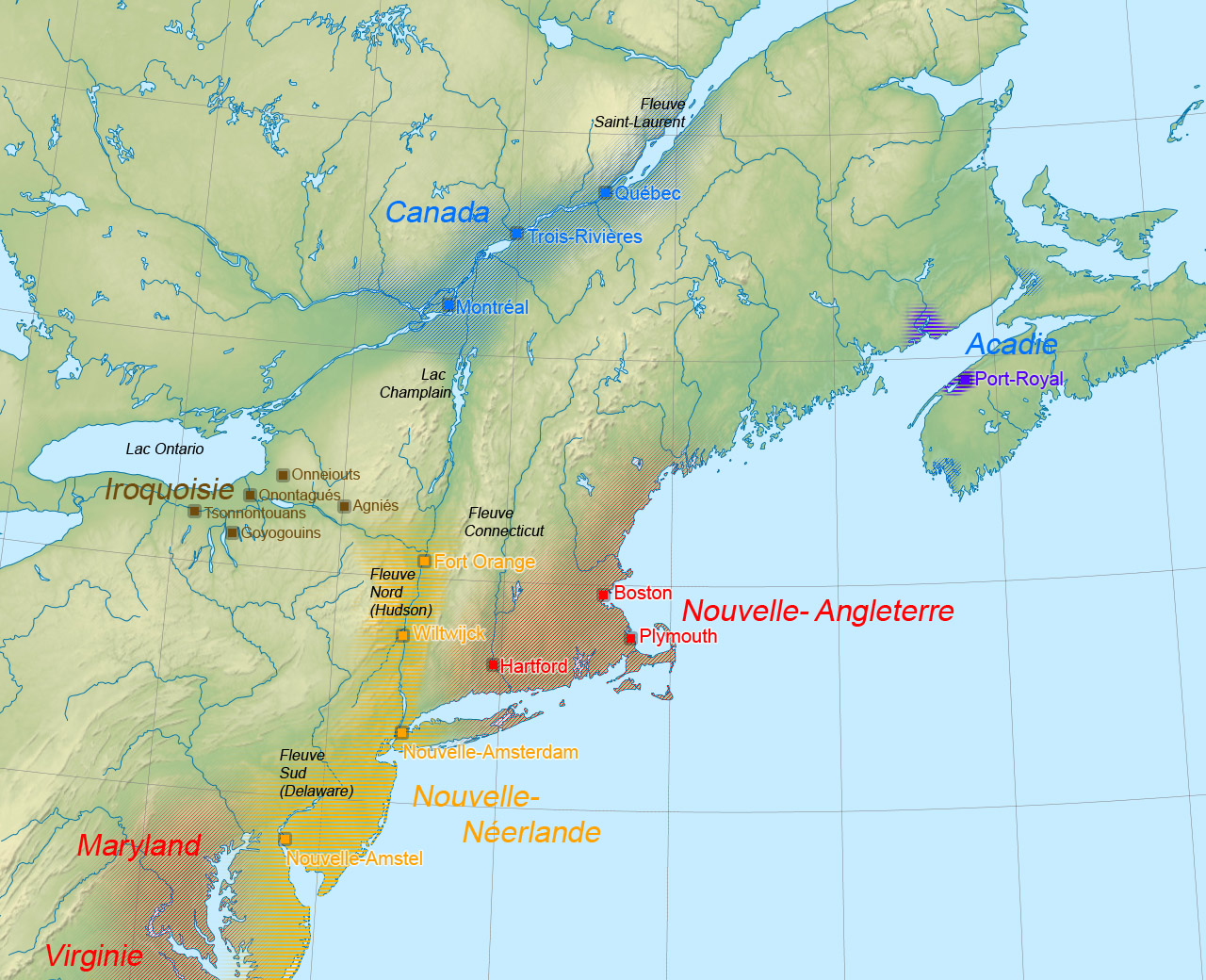
Mapa político de América del Norte con los principales asentamientos coloniales europeos.

Además de la conversión de los nativos, los jesuitas desempeñaron un papel importante en las relaciones diplomáticas entre franceses y amerindios. Su dominio de las diversas lenguas indígenas, que era esencial para la conversión, las convirtió en embajadoras de las negociaciones de paz y la repatriación de rehenes. En 1661, el padre Paul Lemoyne fue al territorio iroqués y obtuvo la liberación de diecinueve rehenes franceses. De una manera más significativa que los rescates individuales, la carrera misionera del Padre Pierre Millet en Iroquesia (1668-1694) muestra a un jesuita involucrado en la alta política india. En 1689, obtuvo el título Sachem hereditario en la confederación de las Cinco Naciones, lo que le permitió promover con gran influencia una paz con los franceses en los consejos de las naciones iroquesas.
La misión del padre Jean Pierron entre los mohawk y oneida entre 1667 y 1670 fue un caso donde la pintura se usa como una herramienta de conversión. Pierron creó sus propias obras pictóricas que representaban los temas cruciales de la fe cristiana: los Diez Mandamientos, los siete sacramentos, las tres virtudes teologales, etc., para finalmente mostrar el camino al paraíso o al infierno. Según el padre Mercier, Pierron adquirió una gran notoriedad entre los iroqueses. Los esfuerzos de Pierron, sin embargo, enfrentaron el comercio entre mohawk y los holandeses: estos últimos vendieron coñac a los primeros, lo que era contrario a la educación de los jesuitas y la comprensión limitada del mensaje.
Al llegar en 1669 ca la misión de San Juan Bautista en territorio onondaga, el padre Jean de Lamberville tuvo cierto éxito en las conversiones, aunque s mayoría de los bautismos los dio a niños y adultos moribundos, que oponían menos resistencia. Después de esta acción entre los iroqueses, Lamberville fue nombrado superior de las misiones iroquesas en Nueva Francia y negociador con los enemigos holandeses e inglesess. A petición del gobernador general Jacques-René Brisay Denonville, Lamberville llevó a los jefes iroqueses a Fort Carakoui (fortaleza Frontenac). El gobernador le había dicho al jesuita que los franceses querían negociar la paz; en realidad, era una trampa y muchos iroqueses fueron capturados. Este ejemplo muestra a un jesuita manipulado por las autoridades seculares para fines que diferían de los de la Compañía de Jesús.
El hermano de este jesuita, Jacques de Lamberville, pasó treinta y siete años en las misiones iroquesas. Desde 1675 fue atribuido a la misión de los mohawk y también fue utilizado como negociador con los oneida. Bautizó al iroqués Kateri Tekakwitha que más tarde se mudó a la Misión de San Francisco Javier Mohawk en Sault St. Louis, Kahnawake.
El padre Claude Chauchetière, en una misión a Sault Saint-Louis en la década de 1680, continuó la tradición pictórica del Padre Jean Pierron. Sin embargo, en lugar de pintarse a sí mismo, encargó pinturas que tenía en libros ilustrados que contenían los «siete pecados capitales, el infierno, el juicio, la muerte y algunas devociones como el rosario, las ceremonias de la Misa». Esto lo convierte en el primer jesuita que proporcionó a los amerindios de Nueva Francia un catecismo en imágenes.
Aunque la técnica pictórica fue un medio para hacer que la educación jesuita fuera atractiva al principio, nunca resultó en una estrategia efectiva de conversión a largo plazo. Esto se debió a la inflexibilidad de las imágenes cristianas, que no se adaptaron a la cultura y las percepciones aborígenes. En el mejor de los casos, los elementos cristianos se superpusieron a la cultura iroquesa a medio plazo, pero esta cohabitación era insostenible y tendía a desvanecerse en favor de la cultura iroquesa dominante.

### Brevedad de las misiones (1701-1763)

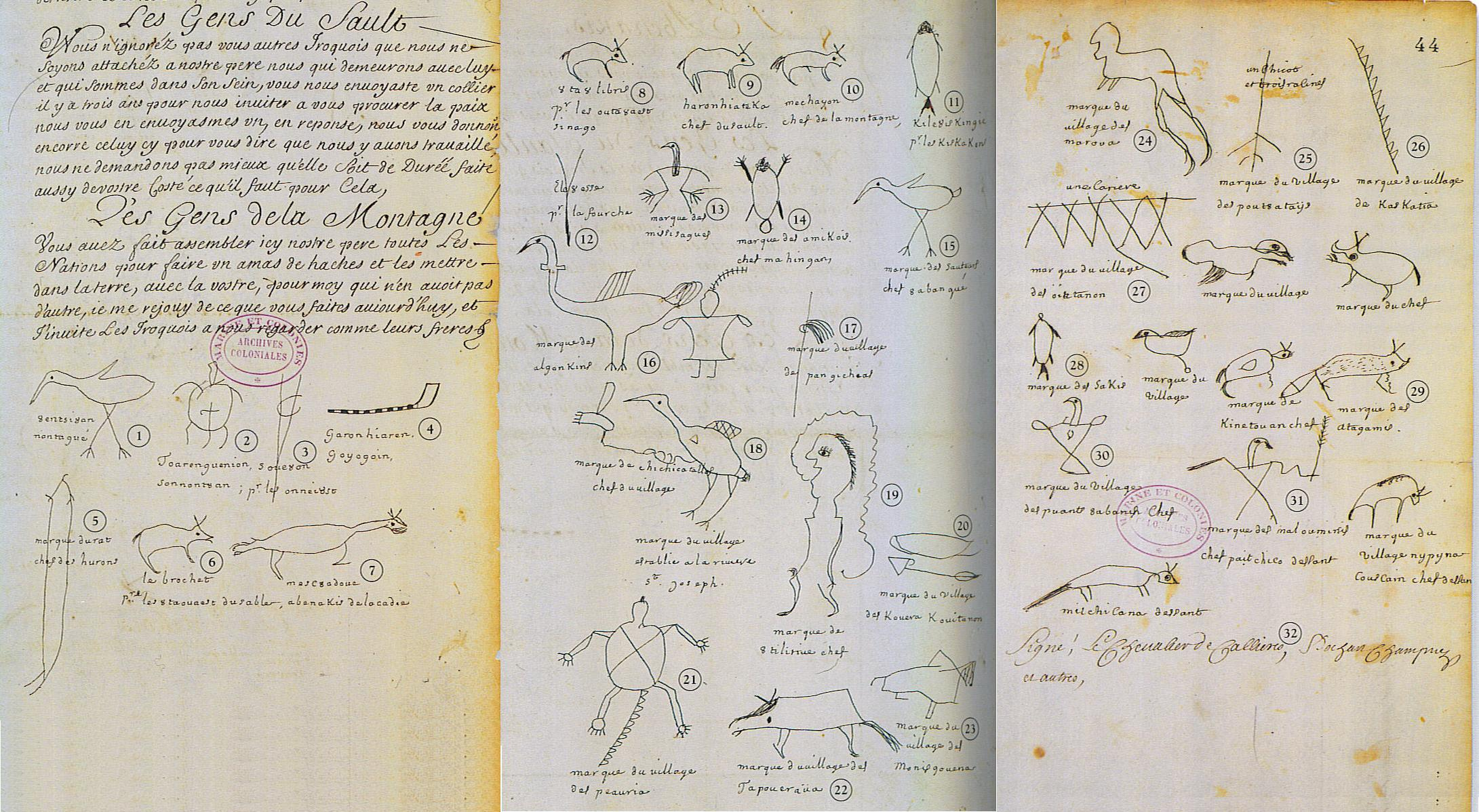
Copia original del tratado. Incluye pictogramas indígenas.

La Gran Paz de Montreal de 1701 marcó el final de las Guerras Franco-Iroquesass. El papel y la influencia de los jesuitas se redujo, ya que la paz puso fin a su papel como embajadores de los nativos. Aunque la Compañía de Jesús continuó sus actividades misioneras en el siglo XVIII, ya no gozaba de tanto apoyo gubernamental como el que había disfrutado en el siglo anterior. Después de la Guerra franco-india de Nueva Francia (1759-63), los canadienses franceses ciertamente podrían conservar su libertad de culto, pero la Compañía de Jesús siguió siendo una organización papista y, por lo tanto, subversiva. Sus institutos fueron ocupados y puestos a disposición de las tropas británicas, mientras que las misiones con los nativos fueron impedidas.